# حزام القنوات (أمستردام)
حزام القنوات هو حي في أمستردام، هولندا. ذو قنوات أمستردام من القرن السابع عشر، ويقع وسط أمستردام، وأضيف إلى قائمة التراث العالمي لليونسكو في أغسطس 2010. والمنطقة المحيطة بالقنوات الرئيسية في المدينة - سنجل، Herengracht و Keizersgracht وPrinsensgracht - هو رمز دولي للتخطيط العمراني والهندسة المعمارية، والتي لا تزال سليمة بعد أربعة قرون.

## معرض

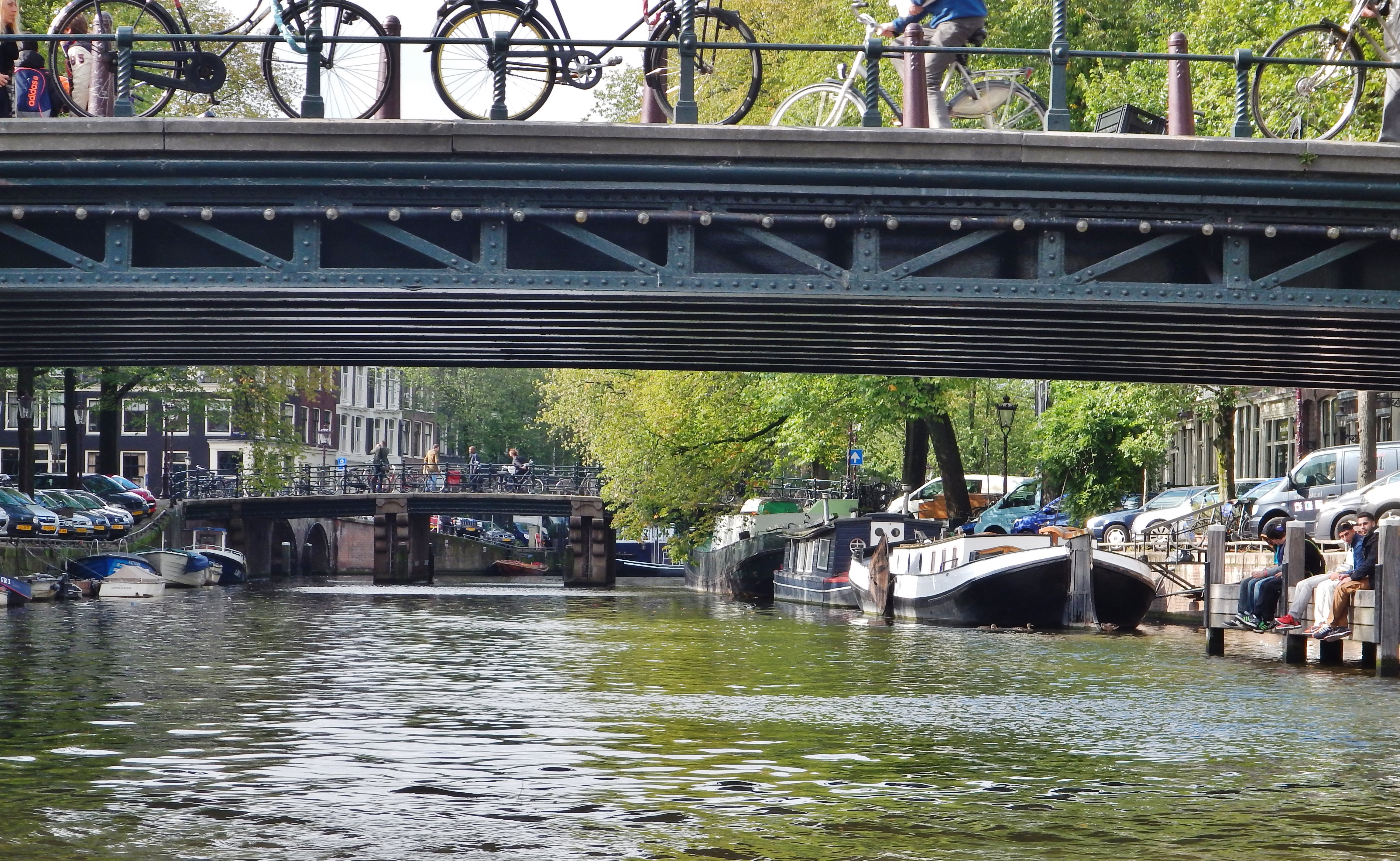
جسور في المدينة
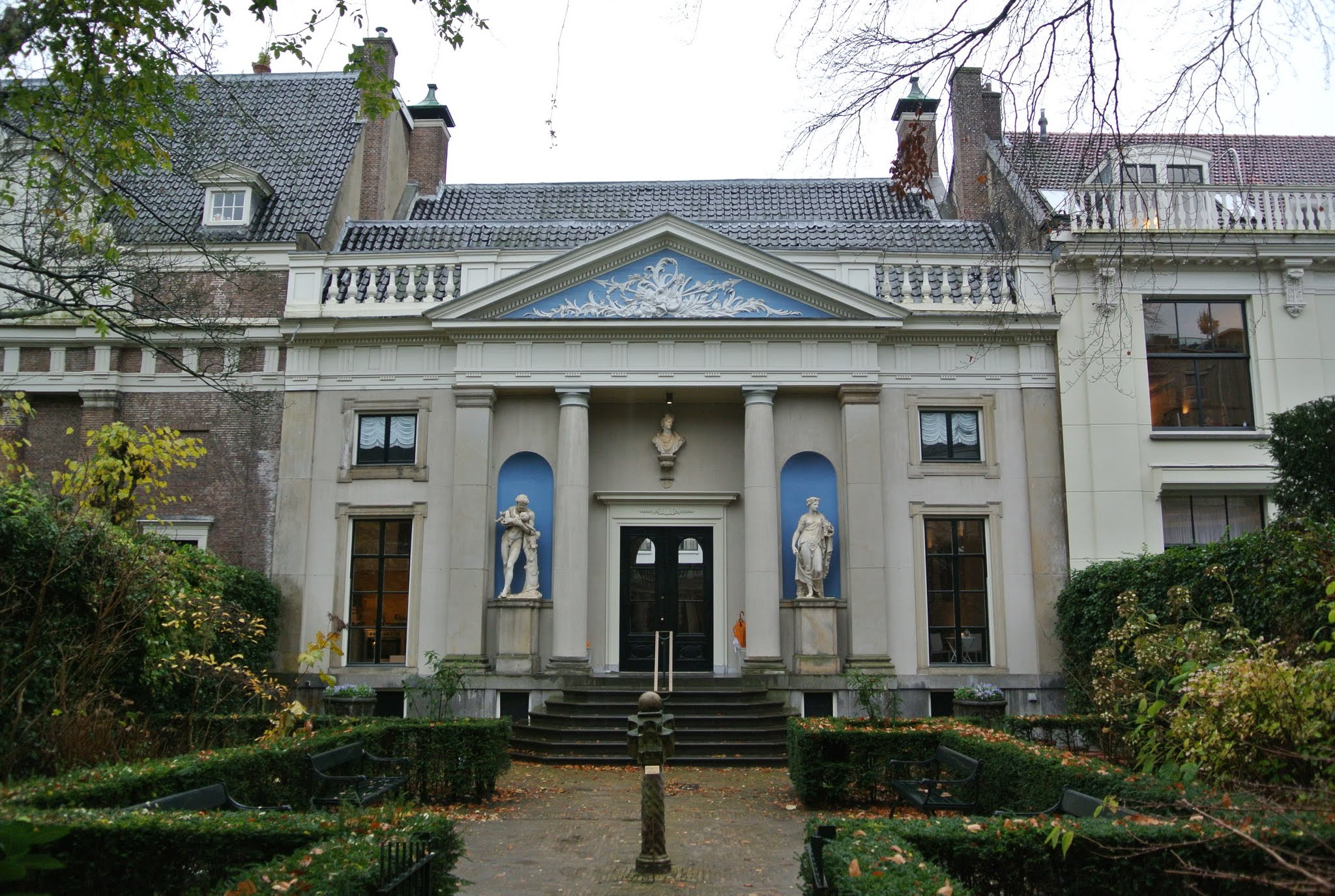
مبنى في المدينة
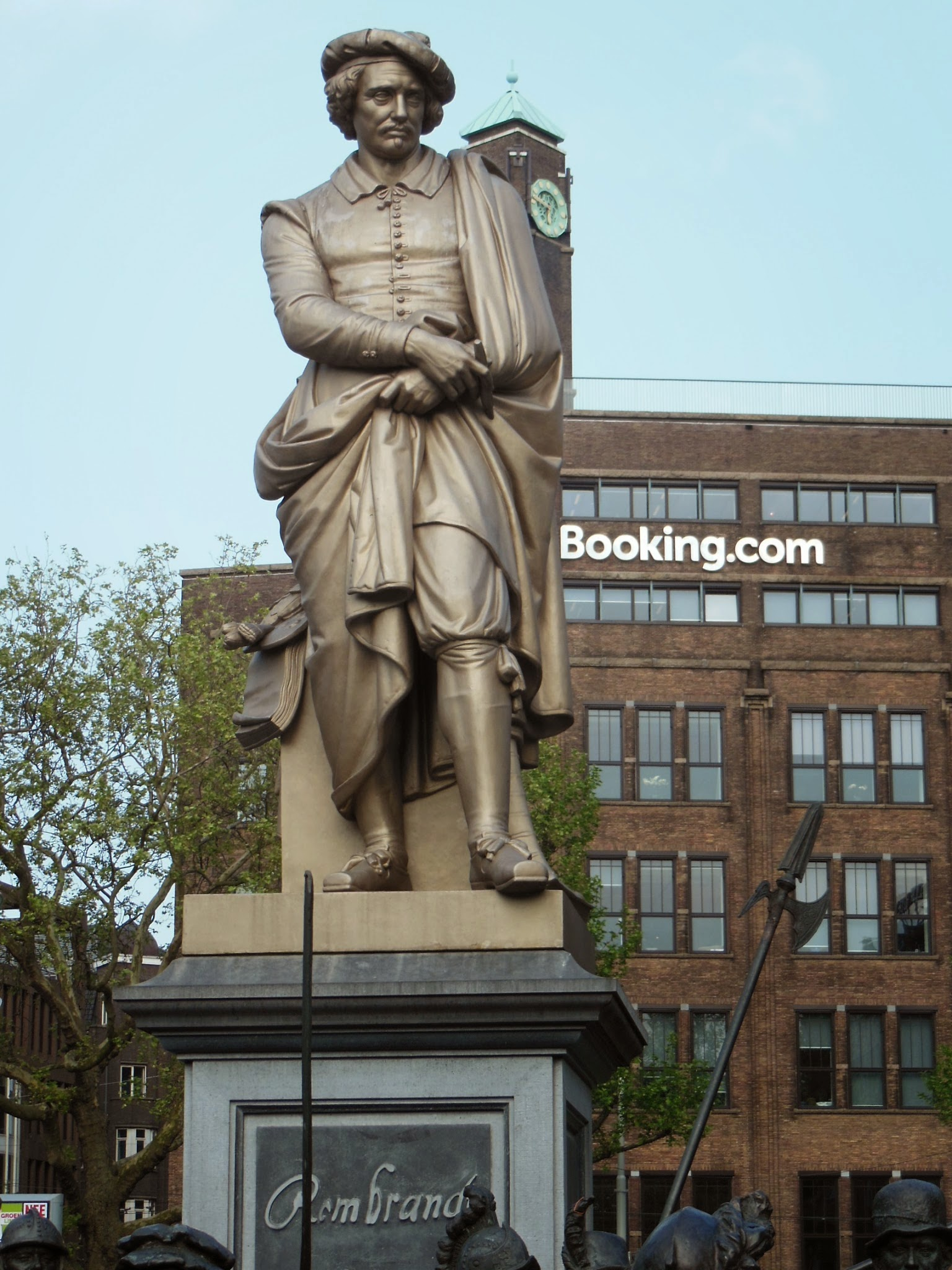
معلم في المدينة
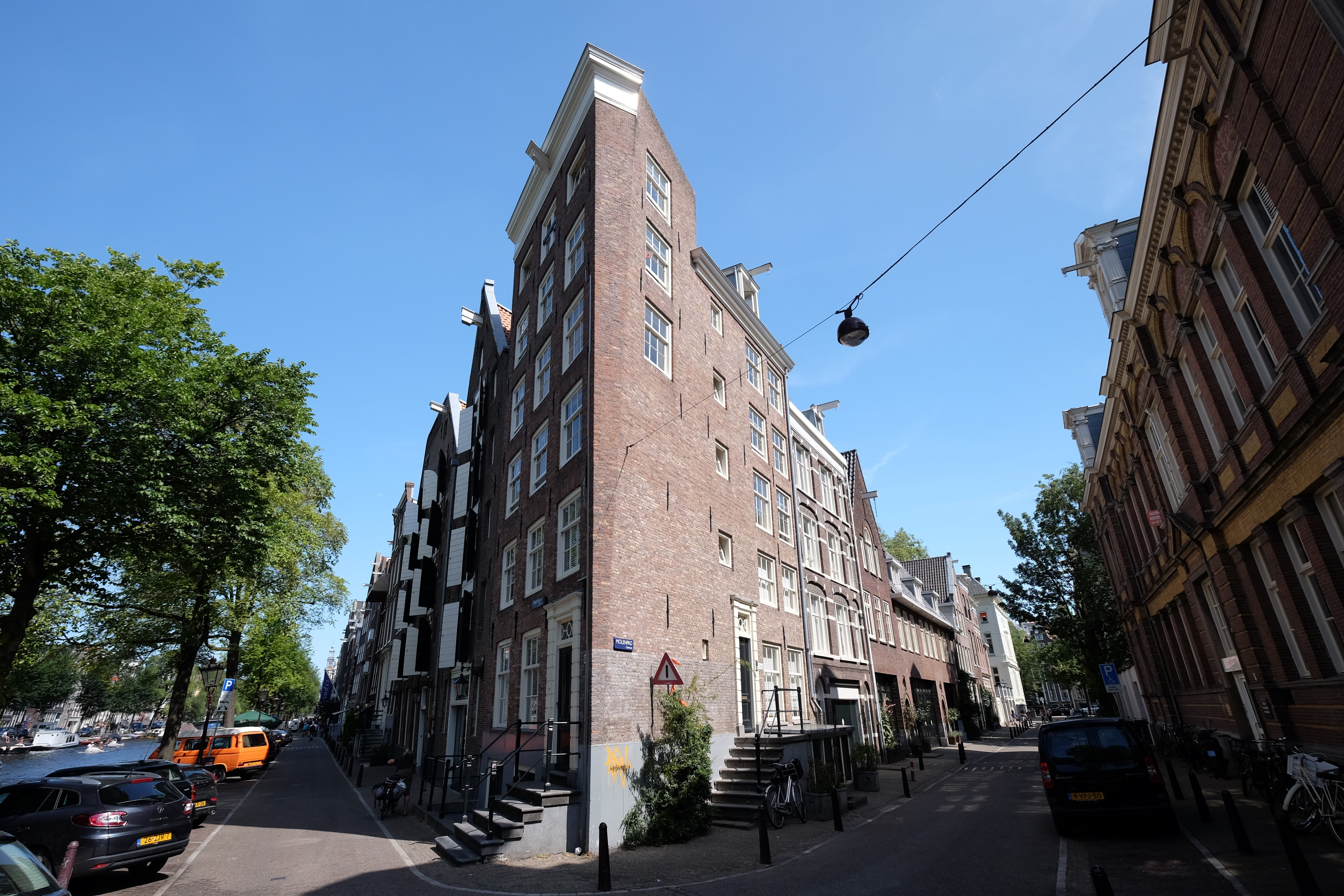
مفترق طرق